# エラコー・ゴールデンスターFC
エラコー・ゴールデンスターFC（Erakor Golden Star FC）はバヌアツの首都、ポートビラのサッカーチーム。
OFCチャンピオンズリーグにも出場経験のあるバヌアツを代表する名門クラブ。

## タイトル

### 国内タイトル
- バヌアツ・フットボールリーグ
  - 優勝: 2016